# Filip Prokopyszyn
Filip Kazimierz Prokopyszyn (10 de agosto de 2000) é um desportista polaco que compete no ciclismo na modalidade de pista.
Nos Jogos Europeus de 2019 obteve uma medalha de prata na carreira de scratch. Ganhou uma medalha de bronze no Campeonato Europeu de Ciclismo em Pista de 2019, na prova de eliminação

## Medalheiro internacional
| Jogos Europeus     | Jogos Europeus             | Jogos Europeus    | Jogos Europeus |
| Ano                | Lugar                      | Medalha           | Competição     |
| ------------------ | -------------------------- | ----------------- | -------------- |
| 2019               | Minsk ( Bielorrússia)      | Medalha de prata  | Scratch        |
| Campeonato Europeu |                            |                   |                |
| Ano                | Lugar                      | Medalha           | Competição     |
| 2019               | Apeldoorn ( Países Baixos) | Medalha de bronze | Eliminação     |